# Фантазии Фарятьева (фильм)
«Фантазии Фарятьева» — советский художественный телевизионный цветной фильм, снятый режиссёром Ильёй Авербахом на киностудии «Ленфильм» в 1979 году по мотивам одноимённой пьесы Аллы Соколовой.

## Сюжет
События фильма происходят в провинциальном советском городке. Главная героиня Александра, только что пережившая разрыв с любимым человеком, вынуждена зарабатывать частными музыкальными уроками. В её жизни появляется врач-стоматолог Павел Фарятьев, чудаковатый и неловкий человек. Он объясняется Александре в любви. Мать и младшая сестра Александры настаивают на том, что она должна выйти за него замуж, но она никак не может обрести душевное равновесие и решить, как жить дальше. Чувство к бывшему возлюбленному не отпускает её, да и новый поклонник не вызывает у неё особой симпатии. Но Павел поражает воображение Александры своими теориями о том, будто люди страдают от того, что являются потомками пришельцев из другого мира и мучительно ищут способ вернуться назад. Согласие на брак практически получено, но на следующий день Александру посещает тот, с кем она порвала. Забыв о Фарятьеве, Александра уходит с тем, кого любила раньше.
Пришедший Павел не застаёт её и вынужден вместе с сестрой Александры Любой обманывать мать, что дочь скоро придёт — у той больное сердце и она может не пережить вести, что дочь ушла с человеком, причинившим ей столько страданий. Фарятьев держится из последних сил — жизнь свою он считает рухнувшей и даже не слышит, как объясняется ему в любви Люба.

## В ролях
- Марина Неёлова — Александра, учительница музыки
- Андрей Миронов —  Павел Павлович Фарятьев, зубной врач
- Зинаида Шарко — мать Александры и Любы
- Лилия Гриценко — тётя Фарятьева
- Екатерина Дурова — Люба, сестра Александры
- Максим Бритвенков — мальчик

## Съёмочная группа
- сценарий и постановка — Илья Авербах
- главный оператор — Дмитрий Долинин
- главный художник — Владимир Светозаров
- композитор — Альфред Шнитке

## Отзывы о фильме
- Илья Авербах о своём фильме:

Действие происходит в наши дни, в двух семьях… Это фильм о том, как люди, очень близкие, подчас не понимают друг друга; о том, как они мучительно, трудно продираются к пониманию… Каждый из них — в нашей картине это мать и две дочери — ищет свой выход из очевидно драматического положения, предлагает свой вариант. То отъезд в другой город, то замужество старшей дочери… И вдруг появляется странный человек, Фарятьев, который рассказывает какие-то вроде бы нелепые истории, прямо-таки сказки, впрямую абсолютно не связанные с жизнью наших героинь. Но Фарятьев этот пробуждает в каждой из них пусть пока первичную степень, пусть лишь малую, но — понимания друг друга

## Факты
- Телевизионная премьера фильма состоялась 25 января 1982 года.
- Александра, героиня Марины Неёловой, музицируя, исполняет песню на стихи Марины Цветаевой «Мне нравится, что Вы больны не мной…».
- Место действия пьесы — город Очаков (Николаевская область).
- Натурные съёмки фильма проходили в Феодосии[2].
- Чтобы сделать своему герою подчёркнуто «неприятное» лицо, Андрей Миронов лично просил у гримёра «нарисовать» ему побольше прыщей[3].